# Sea Life Porto

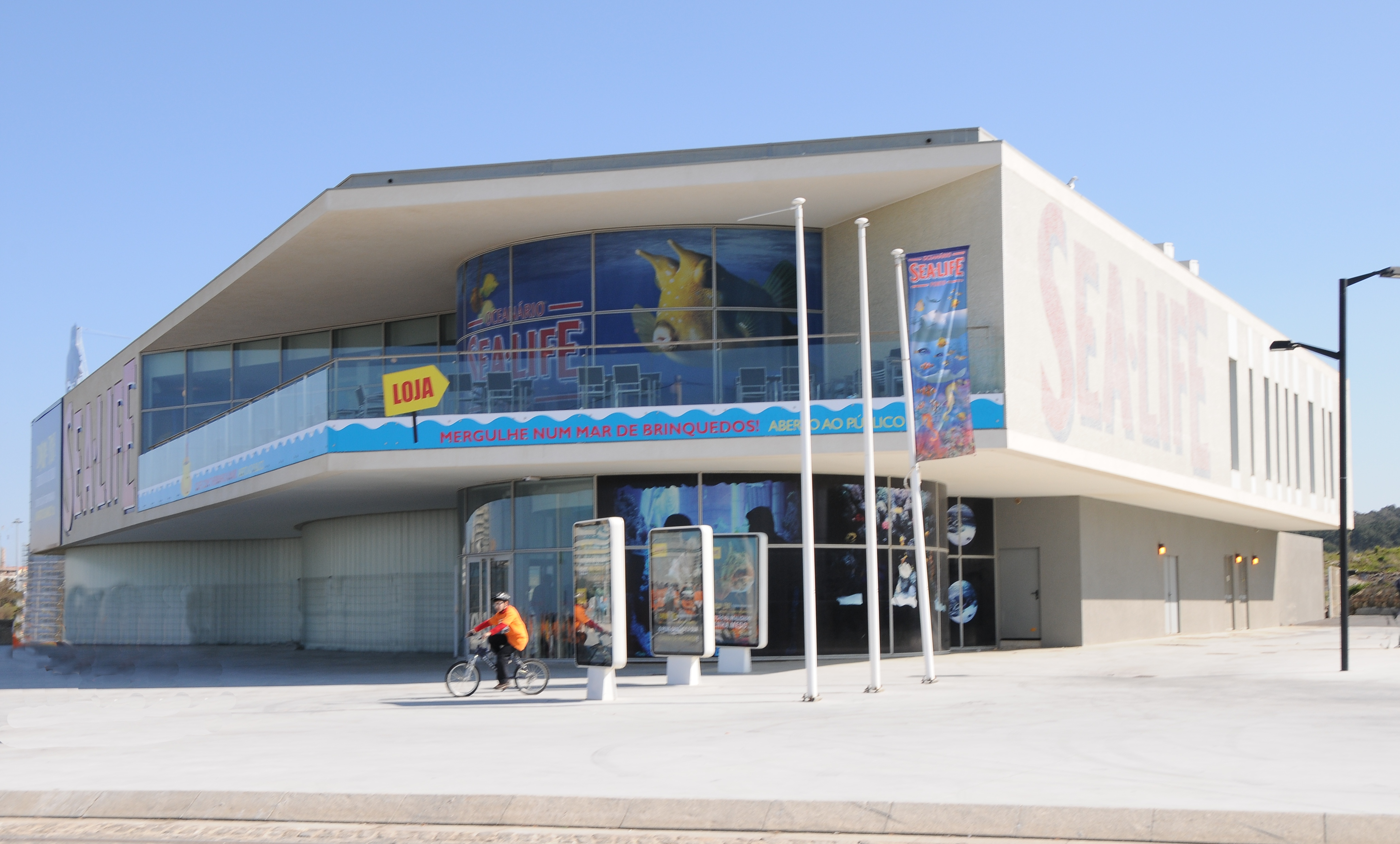
Sea Life Porto

Das Sea Life Porto ist das einzige Sea Life Center in Portugal. Es wurde im Stadtteil Nevogilde am Westrand des Parque da Cidade unmittelbar an der Atlantikküste errichtet und am 15. Juni 2009 eröffnet. Auf 2.400 Quadratmetern werden in 31 Becken über 5.800 Meeresbewohner vorgestellt.
Betreiber ist wie für alle anderen Einrichtungen der Sea Life-Kette die Merlin Entertainments Group Ltd. Im ersten Jahr seit der Öffnung verzeichnete das Sea Life Porto 400.000 Besucher.